# UFC 34
UFC 34: High Voltage è stato un evento di arti marziali miste tenuto dalla Ultimate Fighting Championship il 2 novembre 2001 all'MGM Grand Garden Arena di Las Vegas, Stati Uniti.

## Retroscena
È l'evento che vide l'esordio di Frank Mir, futuro campione dei pesi massimi.

## Risultati

### Card preliminare
- Incontro categoria Pesi Massimi:  Frank Mir contro  Roberto Traven

Mir sconfisse Traven per sottomissione (armbar) a 1:02 del primo round.
- Incontro categoria Pesi Medi:  Matt Lindland contro  Phil Baroni

Lindland sconfisse Baroni per decisione di maggioranza.
- Incontro categoria Pesi Mediomassimi:  Evan Tanner contro  Homer Moore

Tanner sconfisse Moore per sottomissione (armbar) a 0:55 del secondo round.

### Card principale
- Incontro categoria Pesi Massimi:  Josh Barnett contro  Bobby Hoffman

Barnett sconfisse Hoffman per sottomissione (pugni) a 4:25 del secondo round.
- Incontro categoria Pesi Leggeri:  B.J. Penn contro  Caol Uno

Penn sconfisse Uno per KO (pugni) a 0:11 del primo round.
- Incontro per il titolo dei Pesi Welter:  Carlos Newton (c) contro  Matt Hughes

Hughes sconfisse Newton per KO (body slam) a 1:23 del secondo round e divenne il nuovo campione dei pesi welter.
- Incontro categoria Pesi Massimi:  Ricco Rodriguez contro  Pete Williams

Rodriguez sconfisse Williams per KO Tecnico (pugni) a 4:02 del secondo round.
- Incontro per il titolo dei Pesi Massimi:  Randy Couture (c) contro  Pedro Rizzo

Couture sconfisse Rizzo per KO Tecnico (colpi) a 3:22 del terzo round e mantenne il titolo dei pesi massimi.